# Immanuel Voigt
Immanuel Voigt (* 26. Februar 1984 in Zwickau, Sachsen) ist ein deutscher Historiker und Autor.

## Leben
Voigt stammt aus der westsächsischen Kreisstadt Zwickau. Nach dem Schulabschluss nahm er 2005 ein Studium an der Technischen Universität Chemnitz auf. 2006 wechselte er an die Friedrich-Schiller-Universität Jena, an der er bis 2011 Neuere und Mittelalterliche Geschichte sowie Religionswissenschaft studierte. 2015 promovierte er an der Universität Jena zum Dr. phil. Das Thema seiner Dissertation lautete: "Stars des Krieges". Biografische und erinnerungskulturelle Studien zu den deutschen Luftstreitkräften des Ersten Weltkrieges von 1914 bis 1945. Seine Promotionsschrift erschien 2019 in leicht bearbeiteter Fassung bei De Gruyter in Druck und wurde mehrfach aufgelegt.
Voigt ist als freier Historiker und Autor tätig. Er publiziert u. a. zu militär- und regionalgeschichtlichen Themen sowie zur Erinnerungsgeschichte und ist u. a. Mitglied im Arbeitskreis Militärgeschichte e. V.

## Werke (Auswahl)
- Das Alpenkorps an der Dolomiten-Front 1915. Mythos und Realität. Athesia, Bozen 2014; 2., erw. Aufl., Athesia, Bozen 2015, ISBN 978-88-8266-866-2
- (mit Marshall V. Daut als Übersetzer): The Alpine Corps on the Dolomite-Front, 1915. Myth and reality. Athesia, Bozen 2014, ISBN 978-88-6839-144-7
- "Stars des Krieges". Biografische und erinnerungskulturelle Studien zu den deutschen Luftstreitkräften des Ersten Weltkrieges von 1914 bis 1945 (Dissertation). Jena 2015, ISBN 978-3-11-060502-0
- (mit Michael Wetzel): Stollberger Geschichte, eine Zeittafel. Große Kreisstadt Stollberg, Stollberg 2018.
- Zeugnisse von der Dolomitenfront 1915. Das Alpenkorps in Bildern, Berichten und Biografien. Athesia, Bozen 2017; 2., bearb. Aufl. Athesia, Bozen 2019, ISBN 978-88-6839-288-8
- (mit Michael Körbs): Blinker. Zwischen Vergessen und Wiederentdeckung. Optische Telegrafie und Signalisten 1880 bis 1918. 2., verb. Aufl., Florian Görmar Verlag, Jena 2017, ISBN 978-3-00-055258-8
- Stars des Krieges. Eine biografische und erinnerungskulturelle Studie zu den deutschen Luftstreitkräften des Ersten Weltkrieges. De Gruyter – De Gruyter Oldenbourg, Berlin / München / Boston 2019, ISBN 978-3-11-060502-0